# Seznam laghmánských guvernérů
Seznam guvernérů afghánské provincie Laghmán. Guvernéři jsou do svých pozic jmenováni afghánským prezidentem.

## Seznam
| Guvernér | Guvernér | Guvernér                     | Období                            | Extra | Poznámka |
| -------- | -------- | ---------------------------- | --------------------------------- | ----- | -------- |
|          |          | ????                         | ???? prosinec, 2001               |       |          |
|          |          | Mohammad Ibrahim Babakarkhil | 2003 2005                         |       |          |
|          |          | Shah Mahmood Safi            | ???? 2006                         |       |          |
|          |          | Gulab Mangal                 | 2006 22. březen, 2008             |       |          |
|          |          | Lutfullah Mashal             | 22. březen, 2008 18. březen, 2010 |       |          |
|          |          | Mohammad Iqbál Azízí         | 18. březen, 2010 současnost       |       |          |